# Ocker
Ocker (von lateinisch ochra, „[gelber] Ocker“, aus altgriechisch ὠχρός ōchrós „blass, blassgelb“) sind Erdfarben, und zwar Gemische aus 5–20 % Brauneisenstein mit Tonmineralen, Quarz und Kalk.

## Wortverwendung

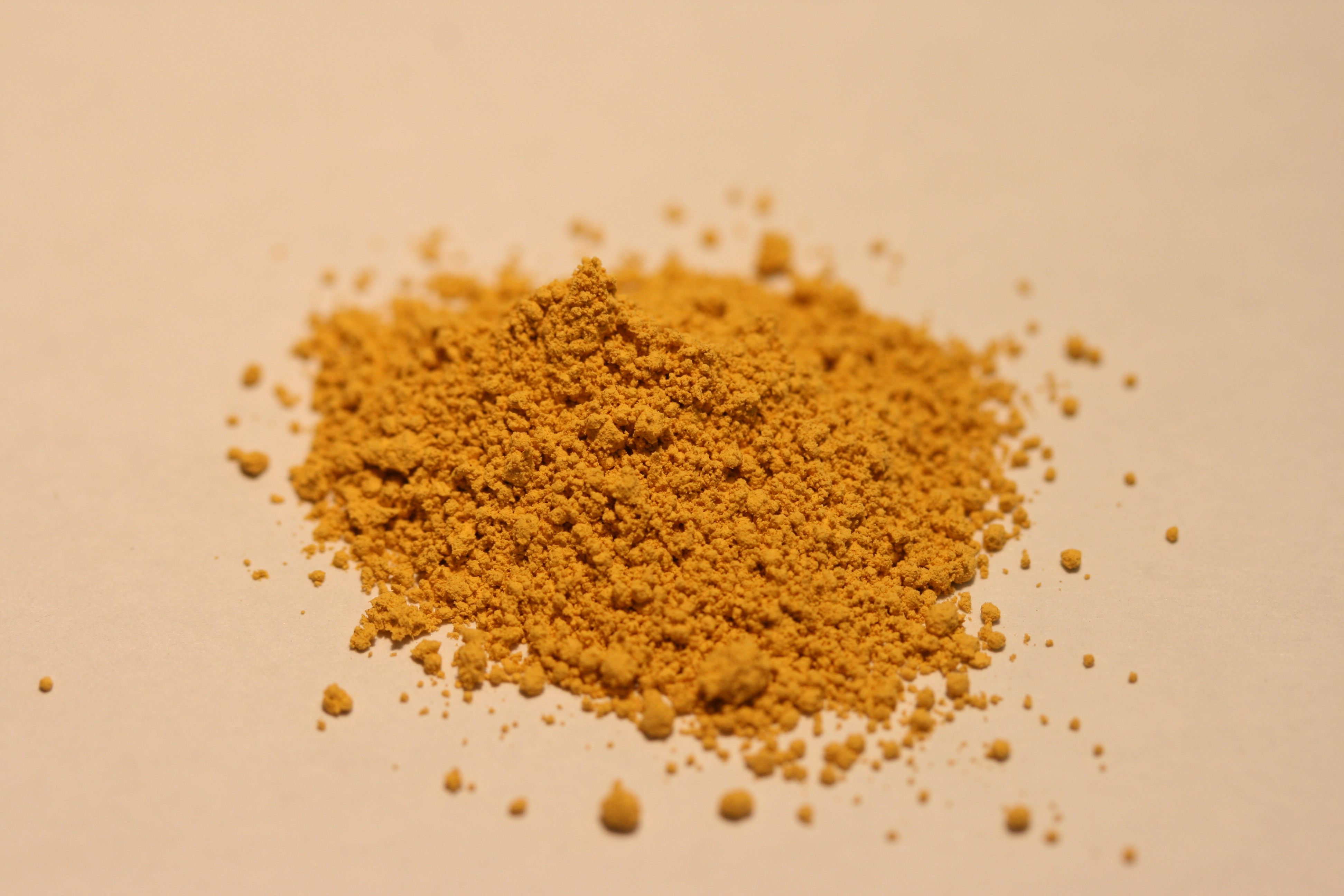
Goldocker-Pigment

Als Pigment wird es als „gelber Ocker“ (Schöngelb) in diversen Sorten und Nuancen in der Malerei verwendet, entsprechende Bezeichnungen sind „roter Ocker“, „Rotocker“ oder „brauner Ocker“, „Braunocker“. Die gelben Sorten werden nach dem Farbton in „Lichtocker“, „Gelbocker“, „Goldocker“, „Fleischocker“, „Satinocker“ („Orangeocker“, Satinober) unterteilt. Durch Erhitzen werden gelbe in rote Pigmente umgewandelt und dann als „gebrannter Ocker“ bezeichnet. Dieser Vorgang entspricht einer Dehydration der färbenden Eisenverbindungen.
Als Farbbezeichnung wird „Ocker“ nur für weniger farbsatte Gelbtöne benutzt, insbesondere im Gegensatz zum rötlicheren Siena und dem grünlicheren Umbra. Weitere Farbnamen dieses Farbtons sind „Siena natur“ oder nach dem Einsatz „Schönbrunner Gelb“.
Als Webfarbe entspricht die Farbe Ocker der mit goldenrod (englisch „Goldrute“) bezeichneten Gruppe.

## Farbsorten

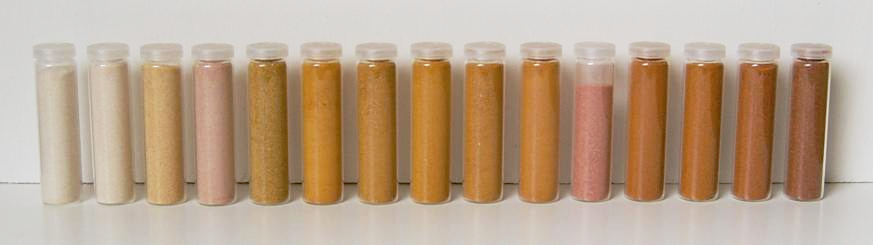
Verschiedene Ockerproben

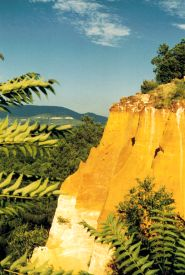
Ocker-Felsen bei Roussillon in Südfrankreich

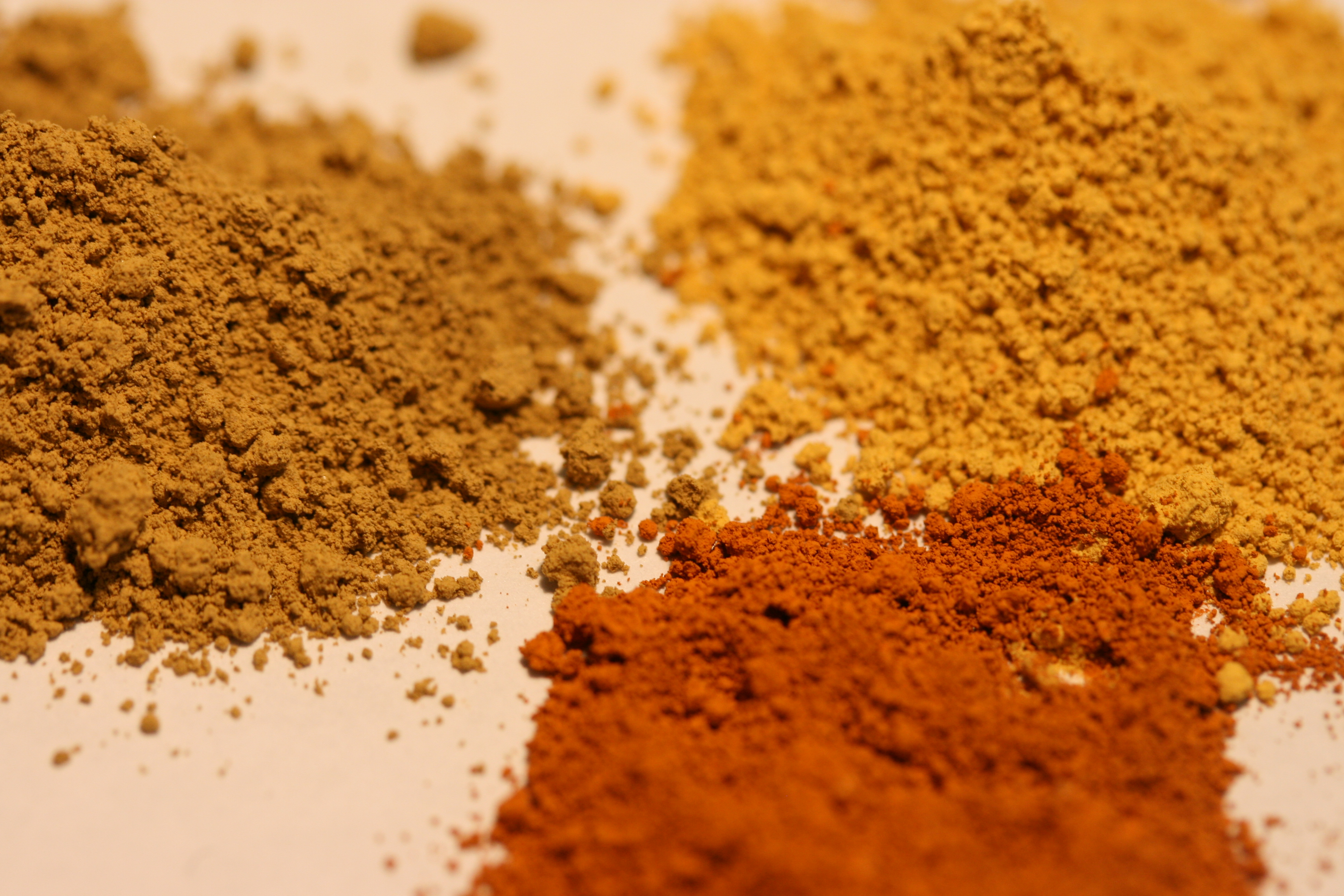
Drei verschiedene Ocker-Pigmente: Hellocker (bräunlich), Spinellocker (rötlich) und Goldocker

### Gelber Ocker
Der natürliche „gelbe Ocker“ (früher auch „Berggelb“ genannt) wird nach seiner Herkunft unterschiedlich benannt:
„Französischer Ocker“ JL (das klassische Pigment), Terra di Siena („Italienischer Ocker“, „Sienaerde“), „Cyprischer Ocker“ (eine besonders feine Sorte hellen Ockers),
„Böhmischer Ocker“ (das eigentliche „Schönbrunner Gelb“), „Derbyshire Ocker“, „Lausitzer Ocker“, „Amberger Gelb“.
Die künstliche Variante und mit „Eisenoxidgelb“ geschönte Sorten werden auch als „Marsgelb“ (wie das „Eisenoxidgelb“ selbst) bezeichnet.
Der Hauptbestandteil des gelben Ockers ist Eisen(III)-oxidhydrat (Fe2O3 · n H2O – Limonit, Brauneisenstein).

### Roter Ocker
Der färbende Bestandteil im roten Ocker (verwandt mit „Rötel“) ist das Eisen(III)-oxid, Hämatit (Fe2O3). Typische Sorten sind „Französischer Ocker“ RL, „Burgunder Ocker“, „Englischer Grubenocker“. Wie bei allen natürlichen Erdpigmenten finden sich daneben auch Anteile von Tonmineralen und Quarz. Der rote Ocker wird auch durch Brennen des gelben Ockers gewonnen, als „gebrannter Ocker“ oder „gebrannte Siena“. Der Brennvorgang ist unter Limonit beschrieben. Roter Ocker ist im Colour Index unter der Bezeichnung C.I. Pigment Red 102 verzeichnet.

### Brauner Ocker
Als „Braunocker“ werden weniger bunte (ungesättigte) Sorten bezeichnet, die deshalb eher Braun als mit einem Gelb- oder Rotton erscheinen. Es handelt sich um natürliche Vorkommen mit Beimengungen meist von Manganoxiden und -hydraten, die der Umbra nahestehen. Mit Goethit oder bei gebrannten Farbmitteln ähneln diese in ihrem Erscheinungsbild der „Umbra gebrannt“ oder anderen wenig bunten gebrannten Eisenoxid-Pigmenten.
Für „Französischen Ocker“ hat sich ein Buchstabencode durchgesetzt, der dessen Qualität beschreibt:
- J – jaune/gelb, R – rouge/rot, B – brune/braun
- T – très sehr
- C – claire/hell (lasierend), F – fonce/dunkel (deckendere Sorten), O – or/goldgelb
- L – lavée/gewaschen, E – extra, S – super
- Beispiele dafür sind
  - „lichter Ocker“ JTCLES – in der Aquarellmalerei ein strahlend schönes, nicht zu grelles Gelb[8]
  - „Goldocker“ JOLES – ein Farbton, der dem „Barockgelb“ entspricht.
- Weitere Sortierungen von Ockern sind
  - „Satinober“ oder „Satinocker“ bezeichnen ins Orange gehende, besonders farbstarke Sorten und deren Imitate.[4]
  - „Grubenocker“ oder „Harzocker“ ist hingegen ein basisches Eisen(III)-sulfat,[10]
  - „Goldsatinober“ ist eine gelbstichige Handelssorte von Mennige (= Blei(II,IV)-oxid).

## Verwendung
Alle Ocker sind in entsprechender Verreibung in jedem Bindemittel einsetzbar. Sie sind als Eisenoxidpigmente absolut lichtecht, wetterbeständig und mit allen anderen Pigmenten verträglich (die nötige Reinheit vorausgesetzt).

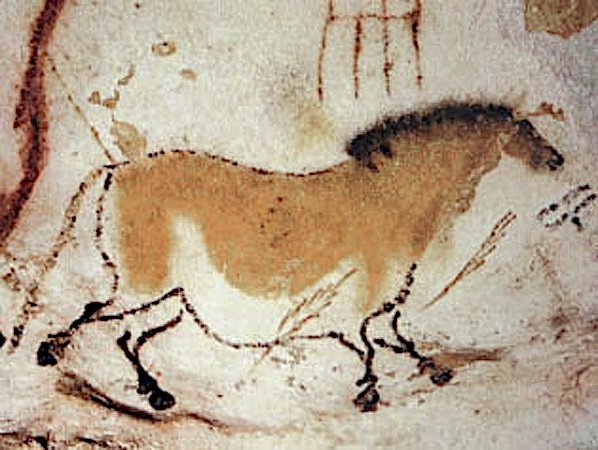
Ocker-Höhlenmalerei aus Lascaux

## Geschichte
Ocker tritt bereits im Middle Stone Age Südafrikas als Farbstoff zur Dekoration von Schmuckschnecken oder als Körperschmuck auf, auch als Komplettbemalung z. B. bei den nordamerikanischen Beothuk-Indianern. In der Höhlenmalerei des europäischen Jungpaläolithikums wurde Ocker gleichfalls verwendet. Die Streuung von rotem Ocker ist seit dem Gravettien bis zum Magdalénien ein typisches Merkmal bei Grabstätten.
In der Antike und im Mittelalter zählen die Ocker weltweit zur grundlegenden warmen Palette aller kolorierten Medien der Künste.

## Gewinnung
Die weltweit älteste bislang bekannte Ockermine befindet sich laut einer 2024 veröffentlichten Studie in der Lion Cavern in Eswatini im südlichen Afrika, in der bereits vor rund 48.000 Jahren Ocker abgebaut und in nahegelegene Gebiete transportiert wurde.
Bekanntester Abbauort in Europa sind die „Ockersteinbrüche“ in dem französischen Ort Roussillon im Département Vaucluse. Berühmt für seine besonders gute Qualität war der „Goldocker“ mit seinem auserlesenen Farbton, dem typischen „Barockgelb“. Ein eindrucksvolles, ebenfalls aufgegebenes Abbaugebiet liegt etwa 20 km östlich von Roussillon im Colorado bei Bouvène, südlich von Rustrel. Diese Vorkommen wurden bereits in der Römerzeit genutzt, später jedoch vergessen und erst um das Jahr 1780 wiederentdeckt.
Abbau und Verkauf des „französischen Ockers“ wird von der Société des Ocres de France (SOF) verwaltet.
In Deutschland wurde vorrangig in Goslar am Nordharzrand Ocker aus Absetzbecken gewonnen („Ockersümpfe“), welche die Grubenwässer des Rammelsberger Bergbaus klärten. Auch in der Oberpfalz wurde bis um 1920 Ocker im Untertagebau in der Nähe von Neukirchen bei Sulzbach-Rosenberg gewonnen. Anschließend wurde er meist dort in einer Farbmühle zu Lack weiterverarbeitet.
Ein bekanntes Abbaugebiet ist Wilgie Mia bei der westaustralischen Stadt Perth.
Ocker wird noch in geringen Mengen aus Erde durch langwierige Ausschlämmverfahren gewonnen. Hierzu wird das Pigment in einer Reihe von Klärbecken ausgewaschen und in Windmühlen von Ballaststoffen gereinigt. Dieser Grundstoff wird getrocknet und ausgeliefert. Bei Bedarf wird er durch ein Brennverfahren auf den gewünschten Farbton gebracht. Außerdem werden besonders farbschöne „Nester“ (kleine, konzentrierte Ansammlungen) speziell für den Künstler- und Restaurierungsbedarf verwertet.
Der weitaus meiste Ocker wird künstlich aus Eisenoxidfarben hergestellt und auf ein geeignetes Substrat aufgezogen.

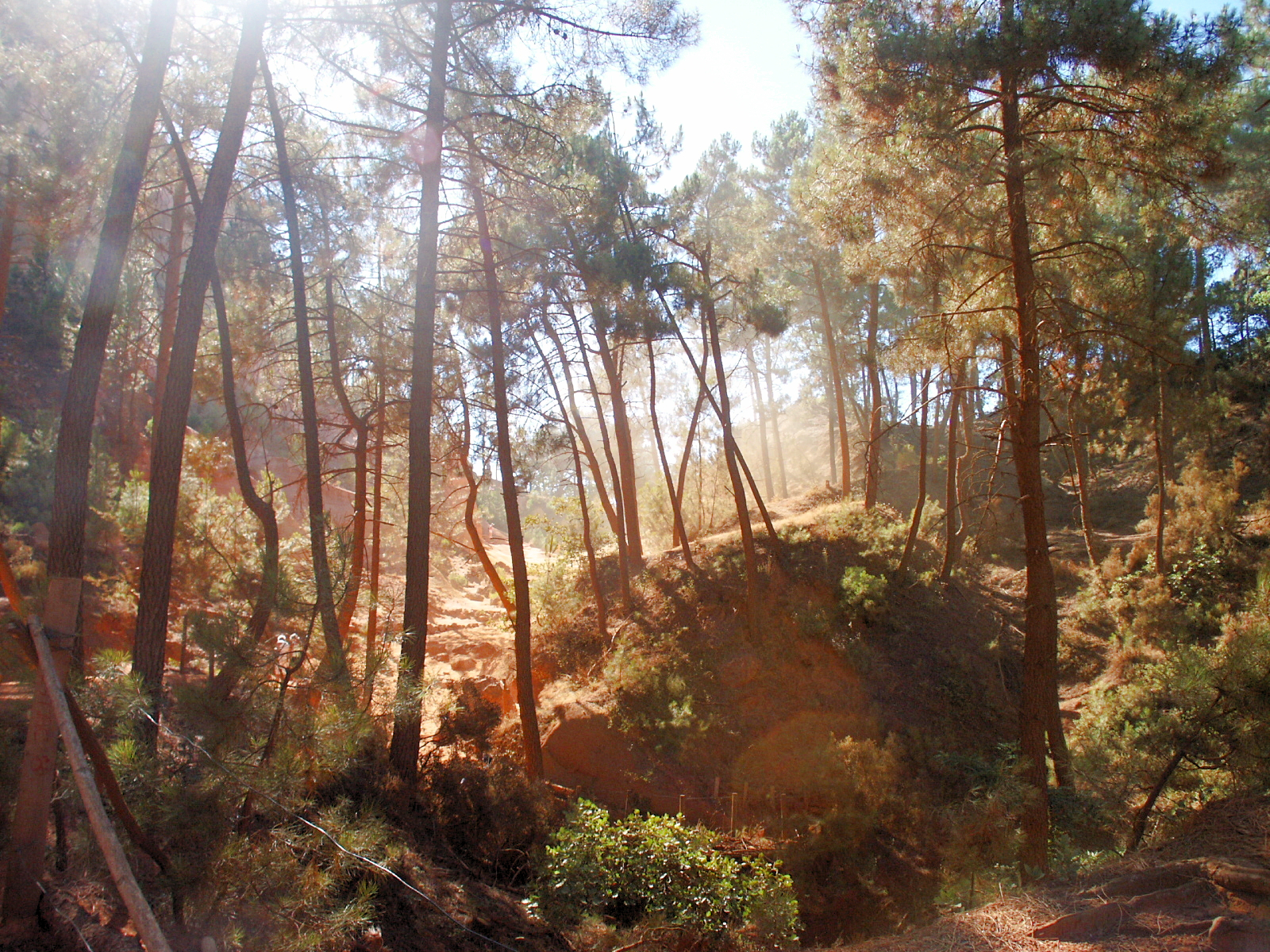
Zwischen Ocker-Felsen bei Roussillon
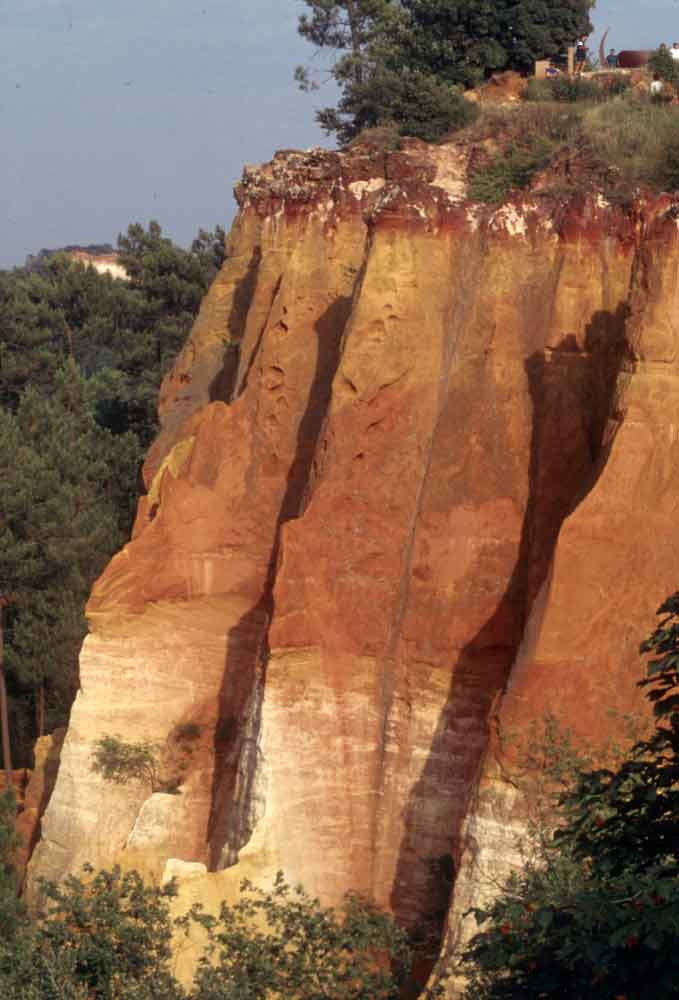
Ocker-Felsen bei Roussillon
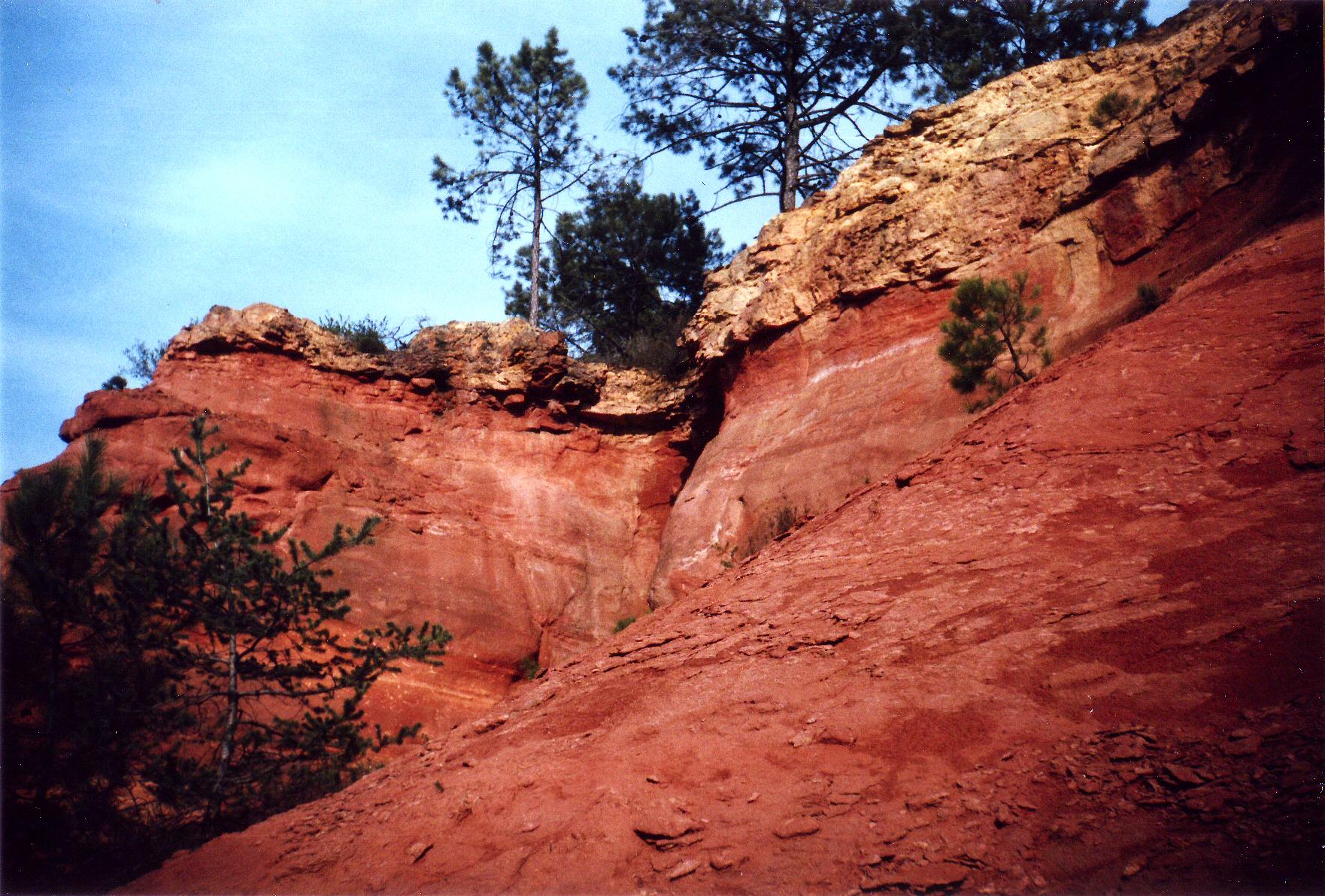
Ocker-Felsen bei Roussillon
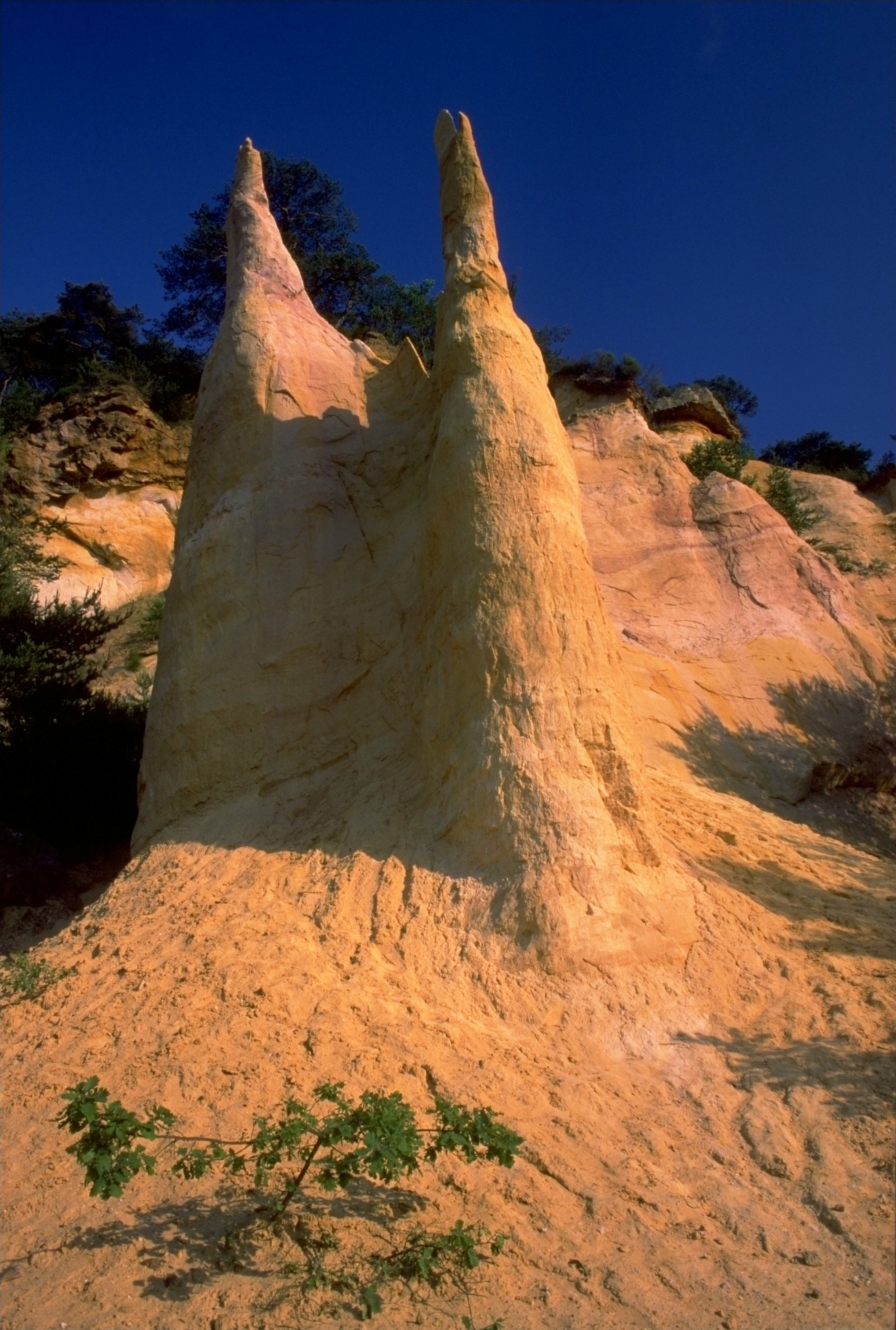
Ocker-Felsen bei Rustrel
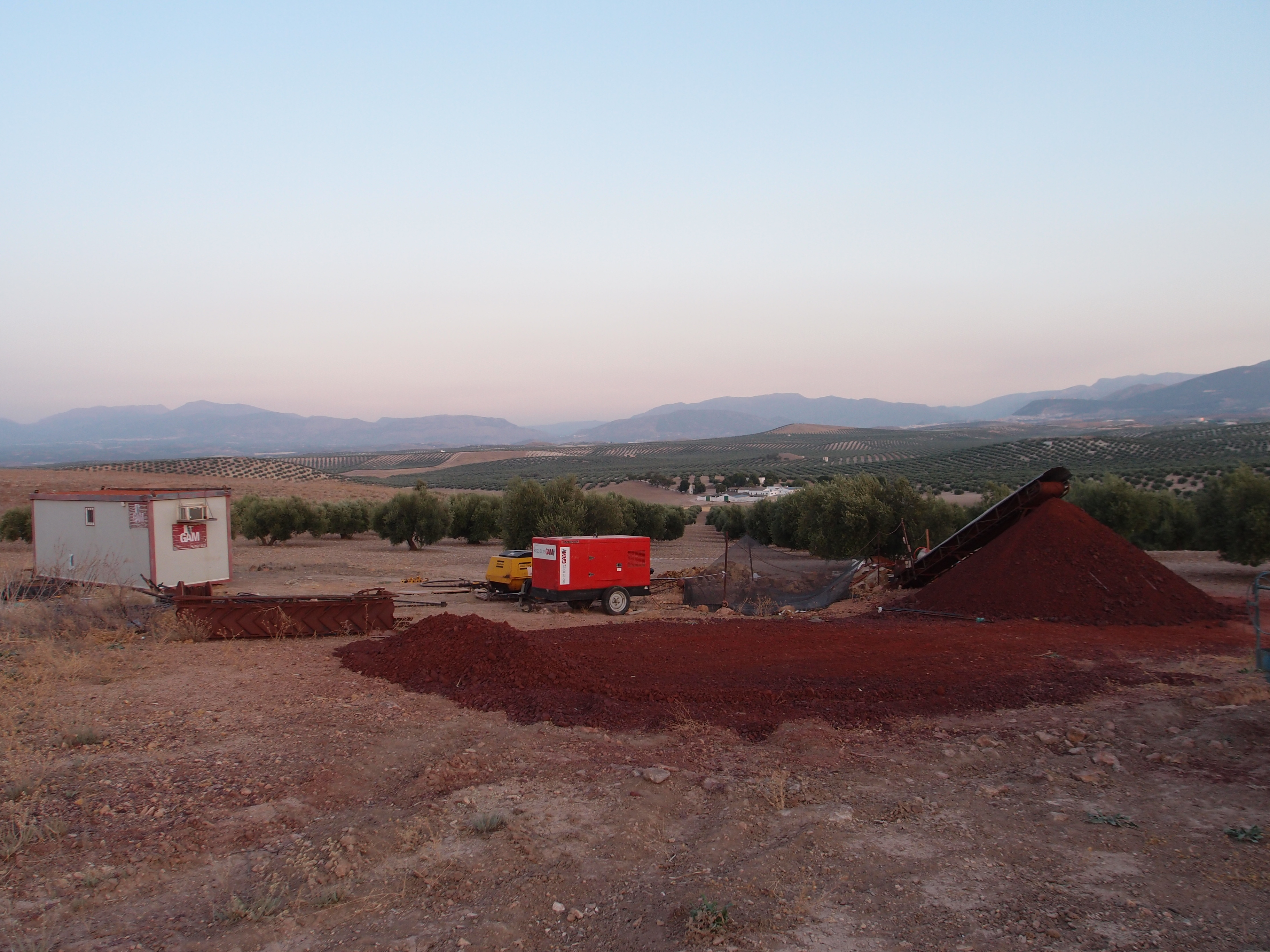
Roter Ocker-Mine bei Jaén